# Tramwaje Śląskie

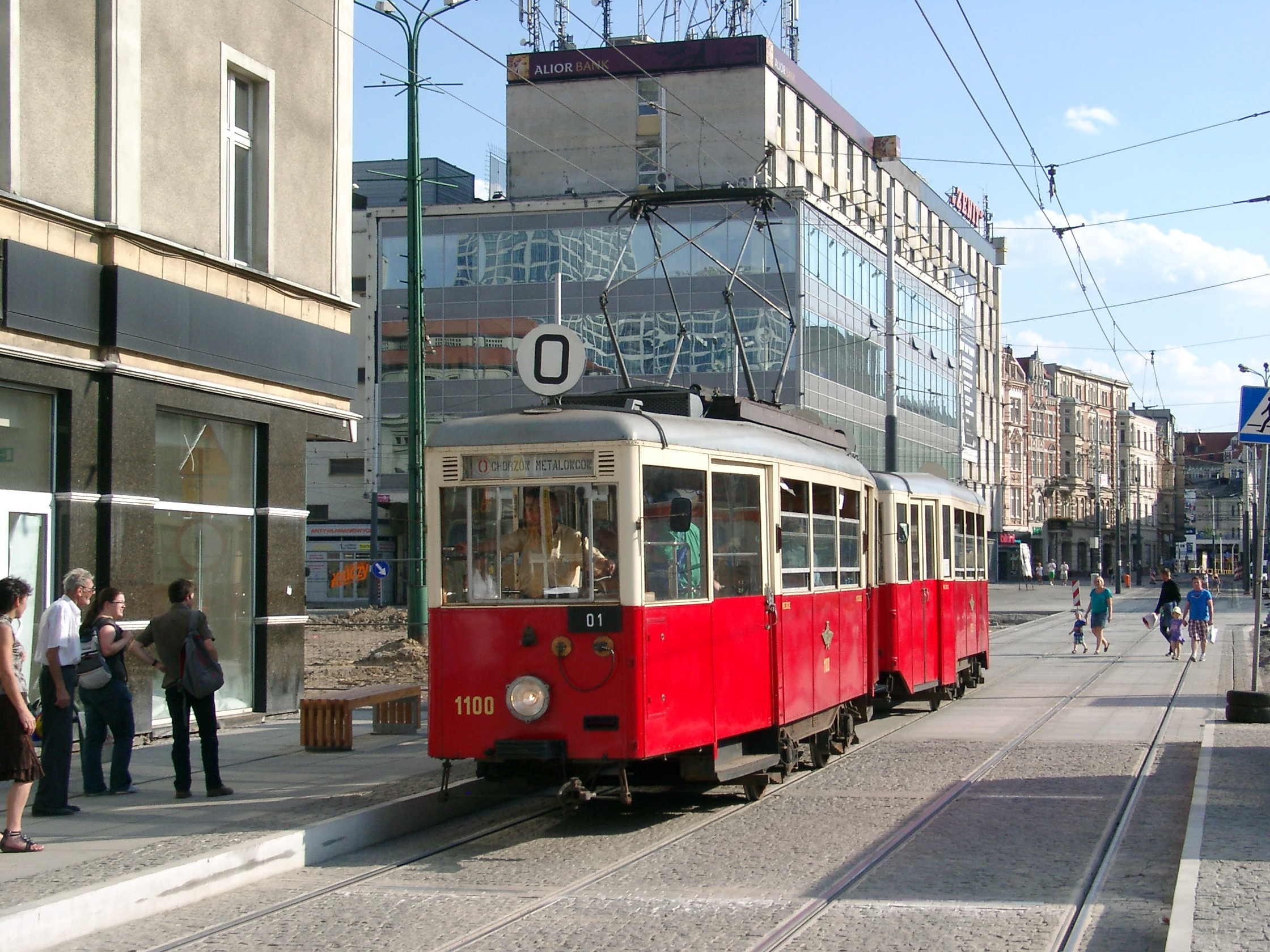
Historische Trambahnlinie 0 in Katowice (Kattowitz), 2013

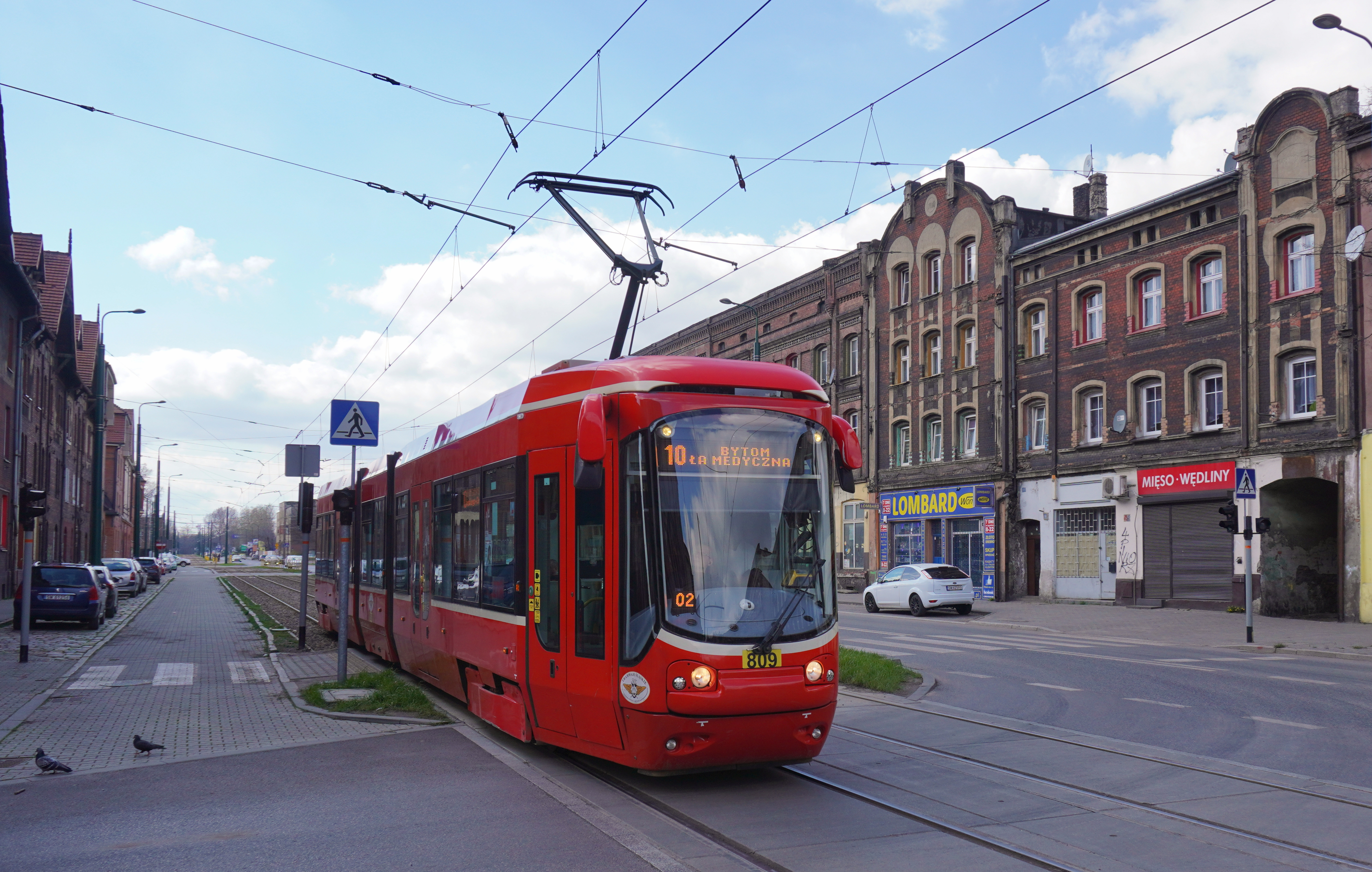
Tramverkehr entlang der ul. Chorzowska in Lipiny, 2023

Die Tramwaje Śląskie S.A. ist ein für den Betrieb und die Infrastruktur der Straßenbahn im oberschlesischen Industriegebiet verantwortliches Unternehmen mit Sitz in Chorzów. Aktionäre sind die zum Verkehrsgebiet gehörenden Städte.
Das Aktienkapital des Unternehmens beläuft sich auf 116.230.880 zł und wurde in voller Höhe abgedeckt. Es besteht aus 11.623.088 Aktien der Serien A,  B,  C und D des Nennwertes von je 10 zł.
Im Jahr 2013 bestanden folgende Eigentumsverhältnisse:
| Eigentümer           | Anzahl    | Anteil  |
| -------------------- | --------- | ------- |
| Bytom                | 1.429.771 | 12,30 % |
| Chorzów              | 1.156.234 | 9,95 %  |
| Czeladź              | 85.500    | 0,74 %  |
| Dąbrowa Górnicza     | 570.000   | 4,90 %  |
| Gliwice              | 437.000   | 3,76 %  |
| Katowice             | 3.797.084 | 32,67 % |
| Mysłowice            | 95.000    | 0,82 %  |
| Ruda Śląska          | 494.000   | 4,25 %  |
| Siemianowice Śląskie | 57.000    | 0,49 %  |
| Sosnowiec            | 1.730.999 | 14,89 % |
| Świętochłowice       | 522.500   | 4,49 %  |
| Zabrze               | 1.248.000 | 10,74 % |